# Sabatia difformis
Sabatia difformis là một loài thực vật có hoa trong họ Long đởm. Loài này được (L.) Druce miêu tả khoa học đầu tiên năm 1914.